# Helotiales
Helotiales Nannf. ex Korf & Lizon (2000) è un ordine di funghi della classe Leotiomycetes, divisione Ascomycota.
Helotiales è il più vasto ordine dei Discomycetes (Discomycetes inopercolati).
Include fra gli altri il noto fungo a coppa di colore blu-verde Chlorociboria, che cresce sulle querce.

## Descrizione
I funghi dell'ordine Helotiales si riconoscono per il loro apotecio a forma di disco o di coppa.
I loro aschi sono solo leggermente ispessiti rispetto agli altri funghi della classe Leotiomycetes.
La maggior parte degli Helotiales vegetano come saprofiti sull'humus del suolo, tronchi morti, letame e su altri materiali organici.
Nell'ordine si trovano anche i peggiori patogeni per le piante, come Monilinia fructicola (cancri dei rametti nelle drupacee), Sclerotinia sclerotiorum (appassimento della lattuga e altre patologie), Diplocarpon rosae (maculatura nera delle rose), Sclerotium cepivorum (carie molle delle cipolle)

## Tassonomia
Secondo una valutazione del 2008, l'ordine include 10 famiglie, 501 generi e 3881 specie.
Le famiglie che compongono l'ordine Helotiales sono le seguenti:
- Ascocorticiaceae
- Dermateaceae
- Helotiaceae
- Hemiphacidiaceae
- Hyaloscyphaceae
- Loramycetaceae
- Phacidiaceae
- Rutstroemiaceae
- Sclerotinaceae
- Vibrisseaceae